# 約西皮夫卡 (敖德薩區)
46°24′20″N 30°26′8″E / 46.40556°N 30.43556°E
約西皮夫卡（烏克蘭語：Йосипівка）是位於烏克蘭西南部的村莊，由敖德萨州敖德萨区的馬亞基市鎮負責管轄。該村始建於1804年，面積5.04平方公里，海拔高度22米，2001年人口1,429，人口密度每平方公里283.31人。